# Kultur heute
Kultur heute ist eine der ältesten Feuilletonsendungen im deutschen Rundfunk. Das Kulturmagazin ist seit Jahrzehnten ein fester Bestandteil des täglichen Programms des Deutschlandfunks.

## Konzept
Das »tägliche Radio-Feuilleton« im Deutschlandfunk, so der Untertitel der Sendung, wurde zum ersten Mal am 6. Oktober 1974 ausgestrahlt. Die halbstündige Sendung wird montags bis freitags um 17:35 Uhr und samstags und sonntags um 17:30 Uhr – ohne Zwischenmusik – live gesendet. Die Beiträge befassen sich mit Theater-, Opern-, Ausstellungs-, Filmpremieren und anderen Kulturereignissen. Außerdem wird Kulturpolitisches in Hintergrundberichten, Kommentaren und auch als Glossen thematisiert. Nach eigenem Bekunden geht es um „Einordnung, ästhetische Wertung, die Frage: Was bedeutet es?“ In der Anfangsphase, bis etwa Mitte der 1980er Jahre, wurde die Sendung nicht wie heute live moderiert, sondern komplett vorproduziert vom Band ausgestrahlt.

## Moderatoren
- Antje Allroggen
- Mascha Drost
- Karin Fischer
- Henning Hübert
- Michael Köhler
- Katja Lückert
- Burkhard Müller-Ullrich
- Beatrix Novy
- Doris Schäfer-Noske
- Maja Ellmenreich
- Änne Seidel
- Dina Netz
- Kathrin Hondl
- Stefan Koldehoff